# All for Love (chanson)
Pour l’article homonyme, voir All for Love.
Clip vidéo
[vidéo] « All for Love », sur YouTube
Singles par Bryan Adams
Please Forgive Me
(1993) Have You Ever Really Loved a Woman?
(1995)
Singles par Rod Stewart
People Get Ready
(1993) Having a Party
(1993)
Singles par Sting
Demolition Man
(1993) Nothing 'Bout Me
(1994)
All for Love est une chanson écrite et composée par Bryan Adams, Robert John "Mutt" Lange et Michael Kamen pour la bande son du film Les Trois Mousquetaires de Stephen Herek. Elle est interprétée en trio par Bryan Adams, Rod Stewart et Sting. Sortie en single le 16 novembre 1993, elle connaît le succès dans le monde entier, atteignant la première place dans toute l'Europe ainsi qu'en Amérique du Nord.

## Contexte et écriture
Le titre a été inspiré par la devise des Mousquetaires : "Un pour tous, tous pour un" (One for all, all for one en anglais).

## Musiciens
- Bryan Adams: chant
- Rod Stewart: chant
- Sting: chant, basse
- Bill Payne: piano
- Ed Shearmur: claviers
- Keith Scott: guitare principale
- Dominic Miller: guitare
- Mickey Curry: batterie
- Olle Romo: programmations

## Classements
Aux États-Unis, le single atteint la première place du Billboard Hot 100 le 22 janvier 1994 qu'il conserve pendant trois semaines. Il s'est vendu à 1,2 million d'exemplaires à l'échelle nationale et a gagné une certification platine de la RIAA,.
| Classement (1993-1994)                 | Meilleure position |
| -------------------------------------- | ------------------ |
| Australie (ARIA)                       | 1                  |
| Autriche (Ö3 Austria Top 40)           | 1                  |
| Belgique (Flandre Ultratop 50 Singles) | 2                  |
| Canada (RPM 100 Singles)               | 1                  |
| Canada (RPM Adult Contemporary Tracks) | 1                  |
| Danemark (IFPI)                        | 1                  |
| Écosse (OCC)                           | 12                 |
| Espagne (AFYVE)                        | 17                 |
| États-Unis (Billboard Hot 100)         | 1                  |
| États-Unis (Top 40 Mainstream)         | 1                  |
| Europe (Eurochart Hot 100)             | 1                  |
| Finlande (Suomen virallinen lista)     | 1                  |
| France (SNEP)                          | 7                  |
| Irlande (IRMA)                         | 1                  |
| Italie (FIMI)                          | 1                  |
| Japon (Oricon)                         | 1                  |
| Norvège (VG-lista)                     | 1                  |
| Nouvelle-Zélande (RMNZ)                | 5                  |
| Pays-Bas (Nederlandse Top 40)          | 3                  |
| Pays-Bas (Single Top 100)              | 3                  |
| Royaume-Uni (UK Singles Chart)         | 2                  |
| Suède (Sverigetopplistan)              | 1                  |
| Suisse (Schweizer Hitparade)           | 1                  |

| Classement annuel (1994)     | Position |
| ---------------------------- | -------- |
| États-Unis Billboard Hot 100 | 8        |

| Classement (1990-1999)       | Position |
| ---------------------------- | -------- |
| États-Unis Billboard Hot 100 | 69       |

## Certifications
| Pays                    | Certifications |
| ----------------------- | -------------- |
| Allemagne (BVMI)        | Or             |
| Australie (ARIA)        | Platine        |
| Autriche (IFPI)         | Or             |
| États-Unis (RIAA)       | Platine        |
| Nouvelle-Zélande (RMNZ) | Or             |
| Royaume-Uni (BPI)       | Argent         |
| Suède (GLF)             | Or             |

## Version E.M.D
Singles de E.M.D
Jennie Let Me Love You
(2008)
En décembre 2007, le trio suédois E.M.D sort une reprise de All for Love en tant que premier single. Faisant son entrée à la deuxième place du classement hebdomadaire suédois, il a atteint la première position la semaine d'après pour y rester pendant six semaines consécutives (la version originale était en tête du classement pendant 10 semaines).
Le single est resté dans les classements durant 17 semaines, et a été certifié triple disque de platine en Suède.

### Liste des pistes
1. "All for Love (Version Album)" - 3:10

### Classement hebdomadaire
| Classement (2007)         | Meilleure position |
| ------------------------- | ------------------ |
| Suède (Sverigetopplistan) | 1                  |

### Certification
| Pays        | Certifications |
| ----------- | -------------- |
| Suède (GLF) | 3 × Platine    |

## Autres reprises
En 2003, la chanson est reprise par le trio Wohlfahrt, Wurst et Kesici accompagné par le Berliner Symphoniker, et se classe 25e en Allemagne et 71e en Suisse,.